# W (magazine)
Pour les articles homonymes, voir W.
Ne pas confondre avec l'autre magazine de mode V

W est un magazine de mode américain de grand format, mensuel, créé en 1972 par Fairchild, et publié par les éditions Condé Nast depuis 1999 à plus de 400 000 exemplaires annuels. Le magazine haut de gamme est destiné à l'origine à se différencier de Women's Wear Daily ciblant les professionnels de la mode. Kenneth Paul Block, illustrateur de mode en contrat chez WWD est embauché dès le début de W. Vers la même époque, André Leon Talley y écrit.